# Pulverturm (Linz am Rhein)

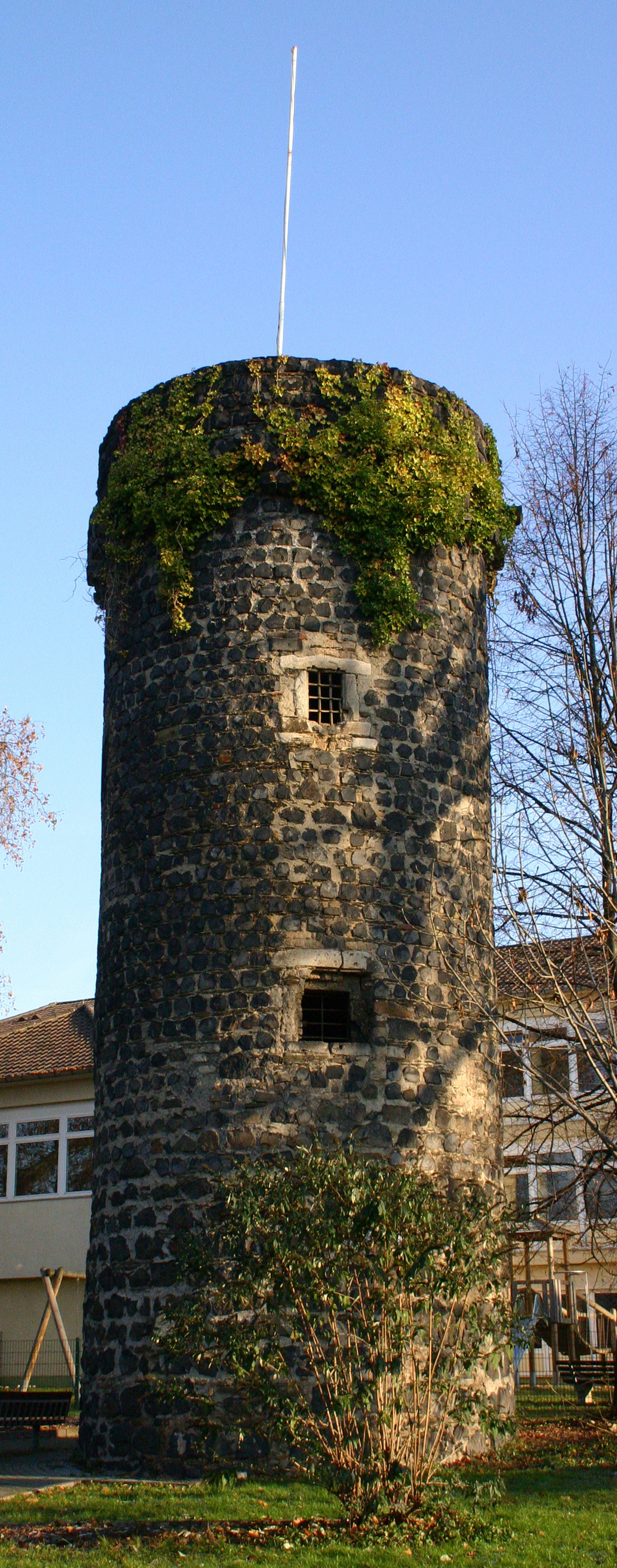
Pulverturm in Linz (2004, vor der Sanierung)

Der Pulverturm ist ein südwestlicher Eckturm der Stadtbefestigung von Linz am Rhein. Erbaut wurde der Pulverturm mit der restlichen Stadtbefestigung zwischen 1302 und 1329. Er diente zur Lagerung von Schießpulver. Der Rundturm ist bis heute erhalten, wohingegen das nahegelegene Leetor wie auch ein großer Teil der restlichen Stadtverteidigung 1861 abgerissen wurde.
2023/24 wurde der Pulverturm für insgesamt 440.000 € grundlegend saniert. Das obere innen liegende Gewölbe wurde erneuert. Zusätzlich wurde ein Turmhelm  aufgesetzt.
Der Turm steht als Kulturdenkmal unter Denkmalschutz.